# Luck (film 2022)
Luck è un film d'animazione del 2022 diretto da Peggy Holmes.

## Trama
Sam Greenfield è un'orfana su cui si accanisce una grandissima sfortuna, e viene un giorno cacciata dall'orfanotrofio con grande sconforto da parte dell'amica Hazel. Un giorno offre da mangiare a un gatto nero incontrato per strada; accettato il pasto, il gatto scappa via, lasciando a Sam un penny portafortuna che cancella improvvisamente la sorte incredibilmente avversa. Sam perde però la moneta che viene scaricata per il water.
Sam incontra di nuovo il gatto e scopre che il felino può parlare e che viene da un altro mondo, la Terra della Fortuna, dove creature come lepricauni creano la buona sorte per la gente della Terra. Il gatto, che si chiama Bob, ha bisogno della moneta per viaggiare, e deve ritrovarla prima che a casa sua si scopra che l'ha persa, pena l'esilio. Dopo un lungo inseguimento, Sam riesce a introdursi nel misterioso luogo e forma un accordo con Bob per trovare un altro penny portafortuna, per darlo ad Hazel e con essa la fortuna di essere adottata. Bob usa così un bottone di Sam sotto forma di penny portafortuna, e la ragazza si intrufola nella Terra della Fortuna usando i vestiti di Gerry, il leprecauno personale di Bob. Dopo un disastro al deposito di penny portafortuna, che permette a Gerry di scoprire Sam, il folletto usa un drone per recuperare il penny mancante sulla Terra, ma il drone si perde nella Terra di Mezzo, uno spazio tra la Terra della Fortuna e la speculare Terra della Sfortuna; in quello spazio abita un unicorno chiamato Jeff, che gestisce l'Apparato della Malasorte, una macchina che impedisce ai granelli di sfortuna di attaccarsi e che alimenta un'altra macchina che invia sulla Terra sia la buona che la cattiva fortuna. Jeff rivela di aver trovato il penny e di averlo riportato al deposito, e Sam decide di visitare Babe, una Draghessa che sovrintende la produzione della fortuna, la quale decide infine di darle la moneta. Quando però Bob viene scoperto ad aver falsificato la moneta contaminando così il suo mondo con la sfortuna, alla fine Sam decide di salvarlo usando la moneta.
Alla conseguente ricerca di un altro modo per aiutare Hazel, Sam prova a bloccare l'Apparato della Malasorte, al fine di trasferire la buona sorte alla sua amica. I granelli di sfortuna intasano i macchinari e la sfortuna viene sprigionata sulla Terra della Fortuna e sul mondo degli umani. Già in colpa per aver danneggiato il proprio mondo e quello dell'amico Bob, Sam scopre poi che quest'ultimo è in realtà un gatto inglese sfortunato e che è stato scoperto di essere umano. Scusandosi, Bob afferma che Hazel è già fortunata ad avere Sam al suo fianco; la giovane capisce che le cose possono essere sistemate, in quanto ricorda di aver visto un po' di fortuna nella Terra di Sfortuna mentre era in viaggio verso la Terra di Mezzo.
Tornati a Terra della Sfortuna, trovano un tiki bar dove il barista Rootie, un mostro di radici vecchio amico di Bob, dà loro un barattolo di buona fortuna. Mentre però crea una pietra di cattiva fortuna, Babe ne crea due, volendo creare un mondo con solo buona fortuna; Sam la ferma affermando che le persone hanno bisogno sia della buona sorte che della cattiva, e la draghessa, capendo il suo errore, permette di posare la pietra di malasorte. La buona fortuna torna così alla normalità, con Hazel che viene adottata da una nuova famiglia. A Bob viene offerto di mantenere il suo lavoro su Terra della Fortuna, ma il gatto decide di voler vivere con Sam, consapevole che la sfortuna farà parte della sua vita ma non per questo la renderà peggiore. Sulla Terra, un anno dopo, Hazel e la famiglia vivono insieme a Sam e Bob.

## Produzione
Il budget del film è stato di 140 milioni di dollari.

## Colonna sonora
La realizzazione della colonna sonora del film è stata affidata al compositore statunitense John Debney.

## Promozione
Il 18 febbraio 2021 la Skydance Animation pubblica la prima immagine ufficiale del film assiema a quella di Spellbound - L’incantesimo (Spellbound) diretto da Vicky Jenson.
Il teaser trailer è stato distribuito il 13 maggio 2022.
Il 14 giugno 2022 la regista Peggy Holmes, la sceneggiatrice Kiel Murray e il produttore David Ellison mostrarono delle sequenze del film al Festival Internazionale del film d'Animazione di Annecy.
Il trailer è stato distribuito il 7 luglio 2022.

## Distribuzione
Il film è stato distribuito il 5 agosto 2022 sulla piattaforma Apple TV+ .

### Edizione italiana
La direzione del doppiaggio e i dialoghi italiani sono stati curati da Fabrizio Pucci, per conto della Dubbing Brothers Int. Italia.

## Accoglienza

### Critica
Luck ha ottenuto una percentuale di gradimento dell'48% sull'aggregatore di recensioni Rotten Tomatoes basato su 83 recensioni, con un voto medio di 4,8 su 10 . Su Metacritic ha invece ottenuto un punteggio di 48 su 100 basato su 21 recensioni.
Su Empire, John Nugent ha ritenuto il messaggio del film leggermente confuso, mentre la pellicola non approfondirebbe il tema del rapporto tra il fato e le responsabilità personali. Nugent precisa che si tratta comunque di un prodotto capace di intrattenere per circa due ore, se si sopportano le morali traballanti e il fastidioso accento irlandese di alcuni personaggi (apprezzabile nella versione originale) .

## Cortometraggio
Il 17 marzo 2023, per celebrare il giorno di San Patrizio, Apple TV+ ha pubblicato un cortometraggio intitolato Il granello di sfortuna! (Bad Luck Spot!), diretto da Matt Youngberg. Mostra i conigli Hazmat che cercano di sbarazzarsi di un singolo cristallo della sfortuna.

## Riconoscimenti
- 2022 - Annie Award [10][11]
  - Candidatura per miglior character design in un film d'animazione a Massimiliano Narciso